# Station Gravelly Hill
Gravelly Hill is een spoorwegstation van National Rail in Gravelly Hill, Birmingham in Engeland. Het station is eigendom van Network Rail en wordt beheerd door West Midland Trains.